# George Capwell
George Lewis Capwell Cronin (Olean, Nueva York, 1 de julio de 1902-San Diego, 7 de enero de 1970) fue un dirigente deportivo estadounidense, reconocido por ser el fundador del equipo ecuatoriano de fútbol Club Sport Emelec de Guayaquil.

## Biografía
George Capwell cursó la primaria y la secundaria en una de las escuelas que eran mantenidas por el Gobierno norteamericano. Tuvo una niñez y adolescencia llena de realizaciones deportivas, era fanático del deporte y participaba en competiciones de boxeo, béisbol y natación. Por destacar en disciplinas deportivas gozaba popularidad entre sus compañeros. En 1921 se graduó de bachiller y su deseo era convertirse en entrenador deportivo. Pero, por imposición de su padre, estudió ingeniería en el Instituto Politécnico Rensselaer. En esa universidad destacó en el primer equipo de béisbol.
En las vacaciones fue a trabajar en una fábrica de muebles en Troy, pero no le agradó porque eran jornadas pesadas. Los dos veranos siguientes jugó en un equipo semiprofesional de béisbol.
En 1925 fue a trabajar a Cienfuegos, Cuba, en una planta eléctrica. En 1926 fue enviado a la planta eléctrica de Guayaquil como superintendente para vigilar su construcción. A mediados del año, instaló un gimnasio en el segundo piso de las oficinas de la empresa, y frente a la piladora de arroz Ponce Luque construyó un pequeño complejo deportivo con una cancha de básquet y una piscina, el complejo se llenaba de jóvenes y de ahí surgió la idea de fortalecer un pequeño club de fútbol que existía en la Empresa Eléctrica del Ecuador desde 1925 con las siglas Emelec.

## Fundación de Emelec
El 28 de abril de 1929, fundó el Club Sport Emelec, de Ecuador, y el 7 de junio lo inscribió en los registros de la Federación Deportiva del Guayas en la Serie C, debutando el 23 de junio ante Gimnástico con una derrota de 2-1. También organizó un partido de béisbol y en la posición de cácher jugó contra el Barcelona.
En 1940 alquiló al municipio cuatro manzanas de terreno entre las calles Pío Montúfar, General Gómez, San Martín y Quito, para destinarlas al estadio de béisbol de su equipo. El 8 de septiembre de 1942, la municipalidad terminó donándolas al Emelec. En 1943 se coloca la primera piedra para la construcción del diamante de béisbol que ya llevaba su nombre por decisión del Club (Estadio George Capwell) y el 21 de octubre de 1945 se inauguró con capacidad para once mil espectadores, en un encuentro de béisbol entre Emelec y Oriente. El 2 de diciembre, se llevó a cabo el primer partido de fútbol.
En 1946 fue por motivos de trabajo a la planta de la Empresa de Luz y Fuerza de Panamá, se le realizó un partido de despedida el 22 de septiembre. Lució el uniforme de cácher y dio una vuelta olímpica con el aplauso de los aficionados.
En 1955 sufrió un derrame cerebral, estuvo tres semanas internado en un hospital, pero luego se recuperó.

## Fallecimiento
En 1958 se instaló nuevamente en Guayaquil, casándose por segunda vez en 1962. En 1967 sufrió otro derrame, a los 65 años se jubiló y se fue a vivir a San Diego, California, donde falleció el 7 de enero de 1970 debido a un tercer derrame cerebral.